# Konstantinos Kanaris
Konstantinos Kanaris (Grieks: Κωνσταντίνος Κανάρης) (Psara, ca. 1790-1795 - Athene, 14 september 1877) was een Grieks onafhankelijkheidsstrijder en staatsman.

## Militaire loopbaan

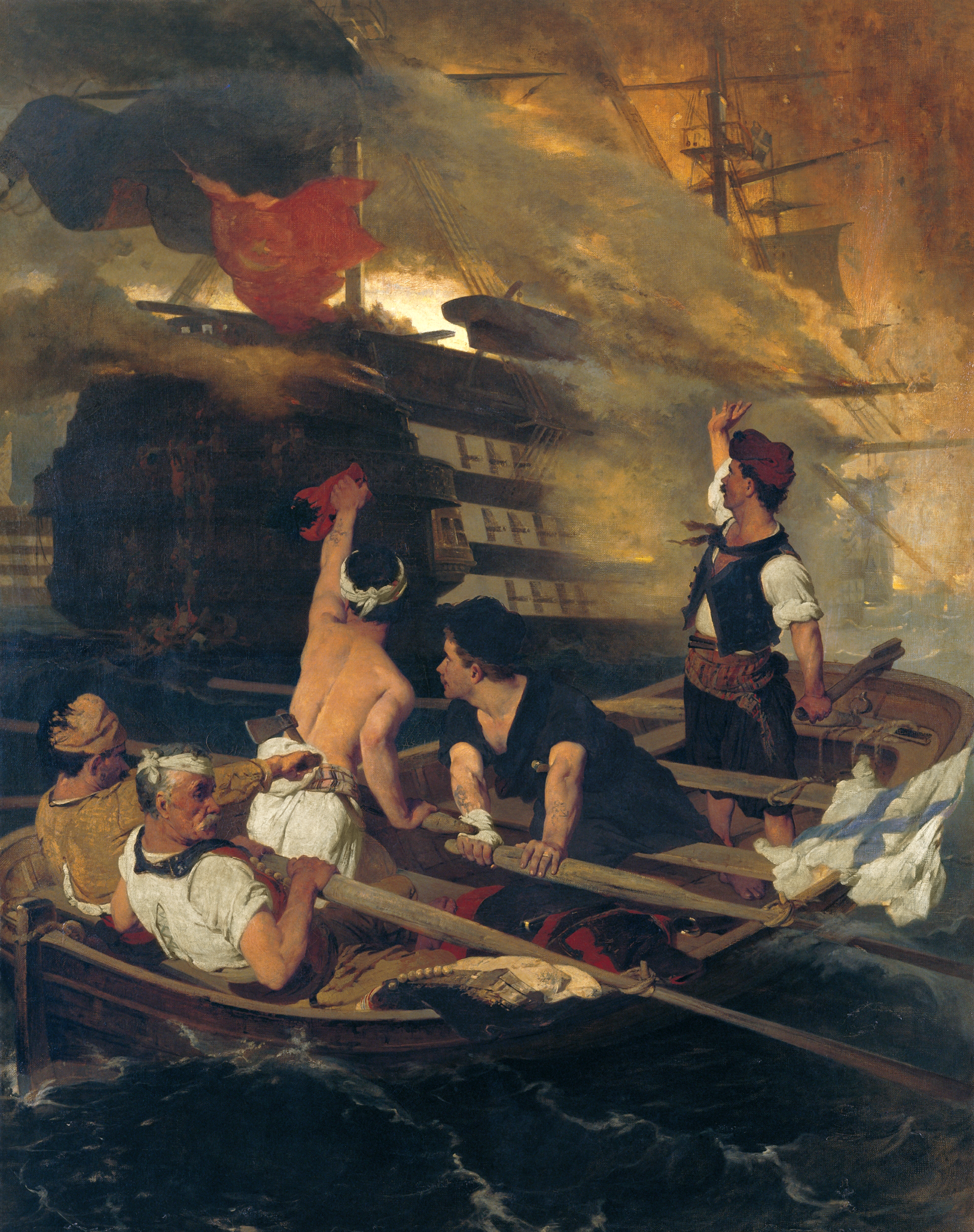
Aanval van het Turkse vlaggenschip door Kanaris op het eiland Chios.

Voor de Griekse Onafhankelijkheidsoorlog was hij kapitein van een klein koopvaardijschip. Toen de oorlog in 1821 begon, koos hij de kant van de Grieken.
In de nacht van 18 op 19 juni 1822 stak hij een Ottomaans admiraalschip, dat aangelegd was in het Kanaal van Chios, in brand. Op 9 november 1822 deed hij hetzelfde met een admiraalschip dat aangelegd was in de haven van Tenedos.
Op 17 augustus 1824 stak hij op Samos een groot Ottomaans fregat en kleinere vervoersschepen in brand. Zijn aanval op Egyptische schepen in de haven van Alexandrië op 10 augustus 1825 kende geen succes.
In 1826 werd hij bevelhebber van de fregat Hellas en in 1827 werd hij verkozen in de Griekse nationale vergadering.
In 1828 werd hij door gouverneur Ioannis Kapodistrias benoemd tot admiraal van de Griekse marine. Nadat deze laatste in 1831 vermoord werd, werd hij terug kapitein van een klein koopvaardijschip op het eiland Syra.

## Politieke loopbaan

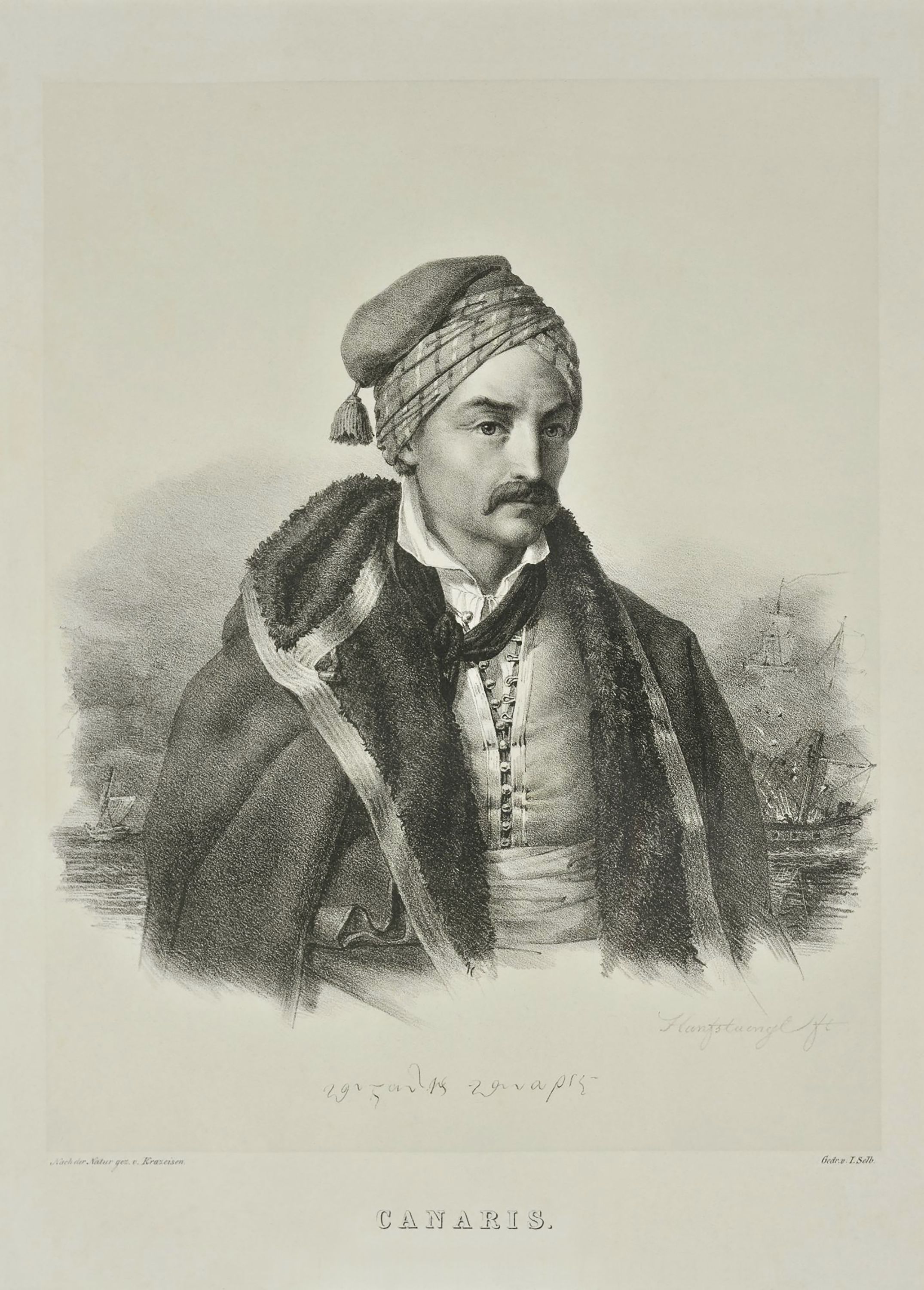
Portret van Kanaris door Karl von Krazeisen.

Van 1848-1849 was hij minister van Marine in een coalitieregering. Van 1854-1855 had hij nog eens die ministerpost in de regering van Alexandros Mavrokordatos.
In 1862 vroeg koning Otto I aan Kanaris om een regering te vormen. Hij legde, gesteund door zijn politieke vrienden, een constitutioneel regeringsprogramma voor. Het programma werd echter afgewezen door de Griekse rechtbank. Die afwijzing was een van de redenen voor de Opstand van Nauplion die koning Otto afzette. Van 1862-1863 was hij een van de drie regenten die het land leidden totdat de nieuwe koning, prins Willem van Denemarken (die de naam George I koos), de troon besteeg. Ook nam hij kort deel aan de Voorlopige regering van Dimitrios Voulgaris. In 1864 werd hij nog eens minister van Marine en in datzelfde jaar vormde hij op vraag van koning George I een regering. Deze regering hield echter niet lang stand. Van 1864-1865 was hij nog eens premier.
In juli 1877 werd hij voor de laatste keer minister van Marine en premier van een coalitiekabinet. Hij behield beide mandaten tot zijn dood enkele maanden later.

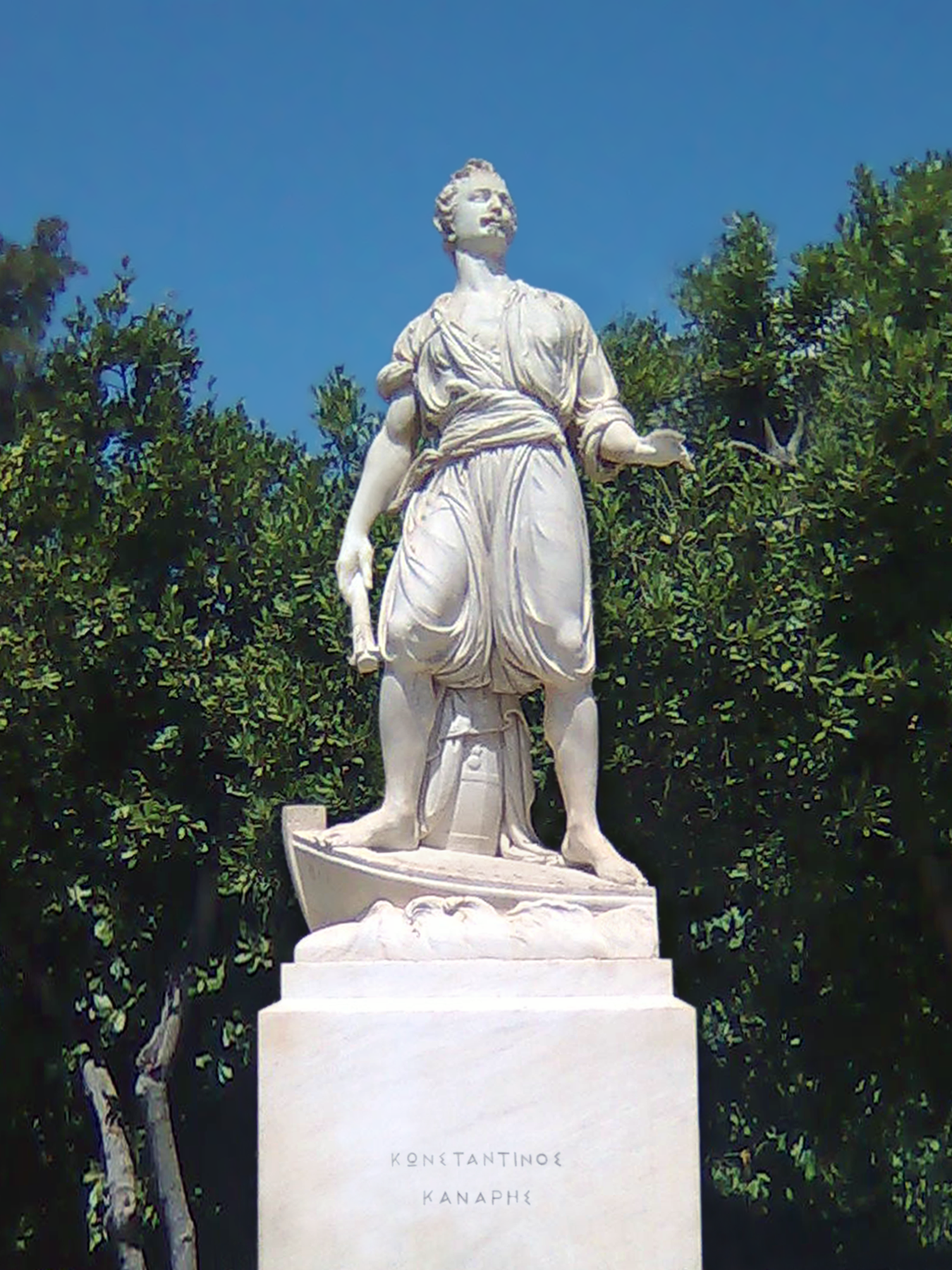
Monument van Kanaris in Athene.

## Onderscheidingen
Griekse onderscheidingen:
- Orde van de Verlosser: Grootkruis (1864)

Buitenlandse onderscheidingen:
- Koninklijke Orde van de Welfen: Grootkruis (Koninkrijk Hannover)
- Orde van de Dannebrog: Grootkruis (Koninkrijk Denemarken)

## Schepen vernoemd naar Kanaris
De Griekse marine heeft verschillende schepen naar hem vernoemd:
- RHS Kanaris, een patrouillevaartuig (1835)
- RHS Kanaris, een opleidingsschip (1880)
- RHS Kanaris (L53), een jager van de Huntklasse (1942)
- HS Kanaris (D212), een jager van de Gearingklasse (1972)
- HS Kanaris (F464), een fregat van de Kortenaerklasse (2002)